# Acianthera sonderiana
Acianthera sonderiana là một loài phong lan.

## Hình ảnh

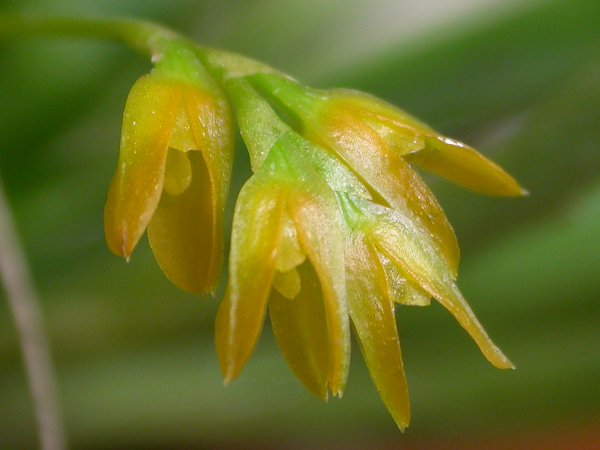
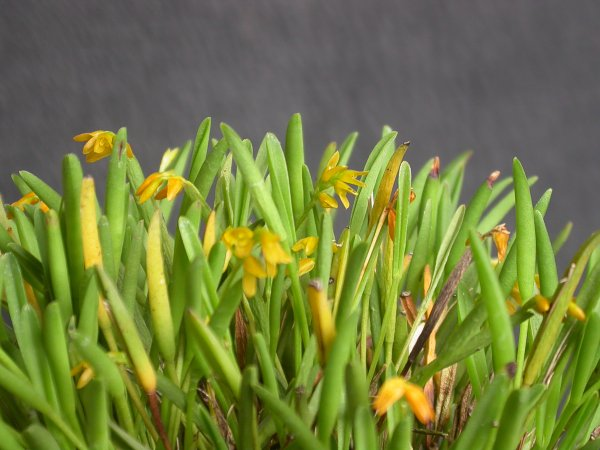
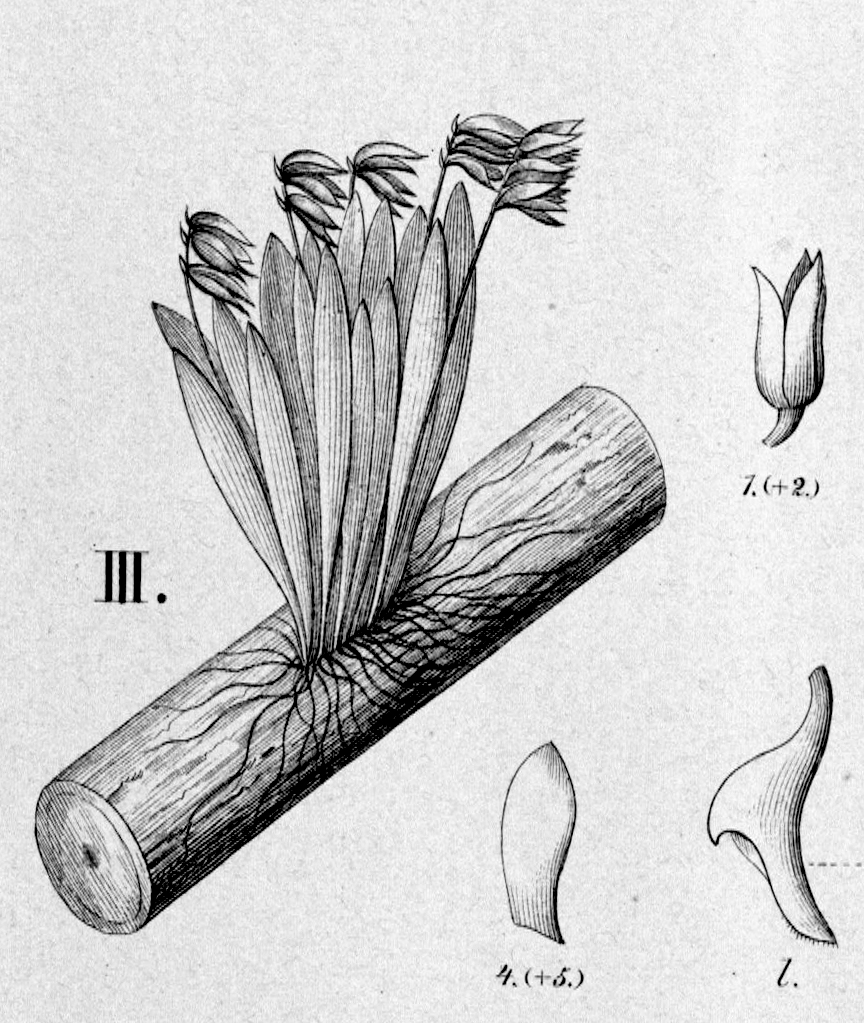
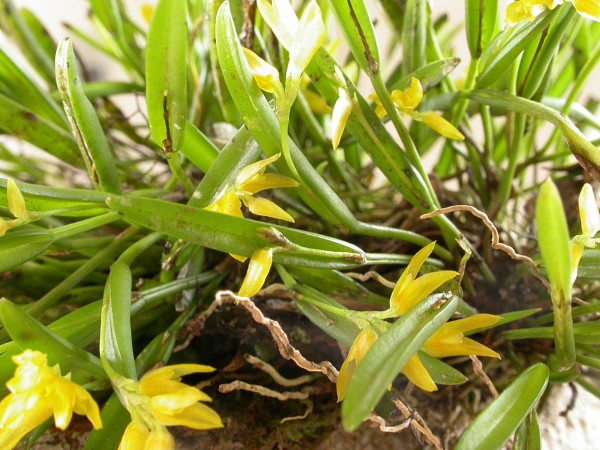